# Liste der Biografien/Mana
Liste der Biografien |
Portal Biografien |
Personensuche
# |
A |
B |
C |
D |
E |
F |
G |
H |
I |
J |
K |
L |
M |
N |
O |
P |
Q |
R |
S |
T |
U |
V |
W |
X |
Y |
Z |
?
 
Ma |
Mb |
Mc |
Md |
Me |
Mf |
Mg |
Mh |
Mi |
Mj |
Mk |
Ml |
Mm |
Mn |
Mo |
Mp |
Mq |
Mr |
Ms |
Mt |
Mu |
Mv |
Mw |
Mx |
My |
Mz
 
Maa |
Mab |
Mac |
Mad |
Mae |
Maf |
Mag |
Mah |
Mai |
Maj |
Mak |
Mal |
Mam |
Man |
Mao |
Map |
Maq |
Mar |
Mas |
Mat |
Mau |
Mav |
Maw |
Max |
May |
Maz
 
Mana |
Manb |
Manc |
Mand |
Mane |
Manf |
Mang |
Manh |
Mani |
Manj |
Mank |
Manl |
Mann |
Mano |
Manp |
Manq |
Manr |
Mans |
Mant |
Manu |
Manv |
Manw |
Many |
Manz
Die Liste der Biografien führt alle Personen auf, die in der deutschsprachigen Wikipedia einen Artikel haben. Dieses ist eine Teilliste mit 110 Einträgen von Personen, deren Namen mit den Buchstaben „Mana“ beginnt.

## Mana
- Mana, japanischer MusikerMana

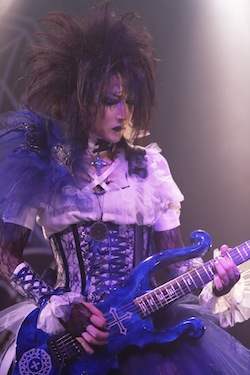
Mana

- Maʿna, Katholikos der Kirche des Ostens in Seleukia-Ktesiphon
- Mana, Aisha al- (* 1942), saudi-arabische Bürgerrechtlerin
- Mana, Camille (* 1983), US-amerikanische Schauspielerin
- Mana, Gabriele (* 1943), italienischer römisch-katholischer Geistlicher, Bischof von Biella
- Mañá, Laura (* 1968), spanische Schauspielerin, Regisseurin und Drehbuchautorin

### Manab
- Manabe, Akifusa (1666–1720), japanischer Daimyō
- Manabe, Akikatsu (1804–1884), japanischer Daimyō und Rōjū
- Manabe, Hikaru (* 1997), japanischer Fußballspieler
- Manabe, Kazuyuki (* 1970), japanischer Straßenradrennfahrer
- Manabe, Shūhei (* 1982), japanischer Hochspringer
- Manabe, Syukuro (* 1931), japanisch-US-amerikanischer Meteorologe und Klimatologe
- Manabe, Takeki (* 1940), japanischer Politiker

### Manac
- Mañach, Jorge (1898–1961), kubanischer Schriftsteller, Politiker und Außenminister
- Mañach, Pere (* 1870), spanischer Kunsthändler
- Manachère, Clémence, französische Jazzmusikerin (Flöte, Komposition)
- Manacorda, Antonello (* 1970), italienischer Dirigent
- Manacorda, Telmo (1893–1954), uruguayischer Politiker, Schriftsteller, Essayist, Kritiker und Historiker
- Manacorda, Tristano (1920–2008), italienischer Physiker und Hochschullehrer

### Manae
- Manaën, Prophet und Lehrer in Antiochia
- Manaev, Konstantin (* 1983), russisch-deutscher Musiker und Cellist

### Manaf
- Manafest, kanadischer christlicher Rapper
- Manafi, Said (* 1943), iranisch-österreichischer Regisseur und Kameramann
- Manafort, Paul (* 1949), US-amerikanischer Lobbyist und PolitikberaterPaul Manafort (* 1949)

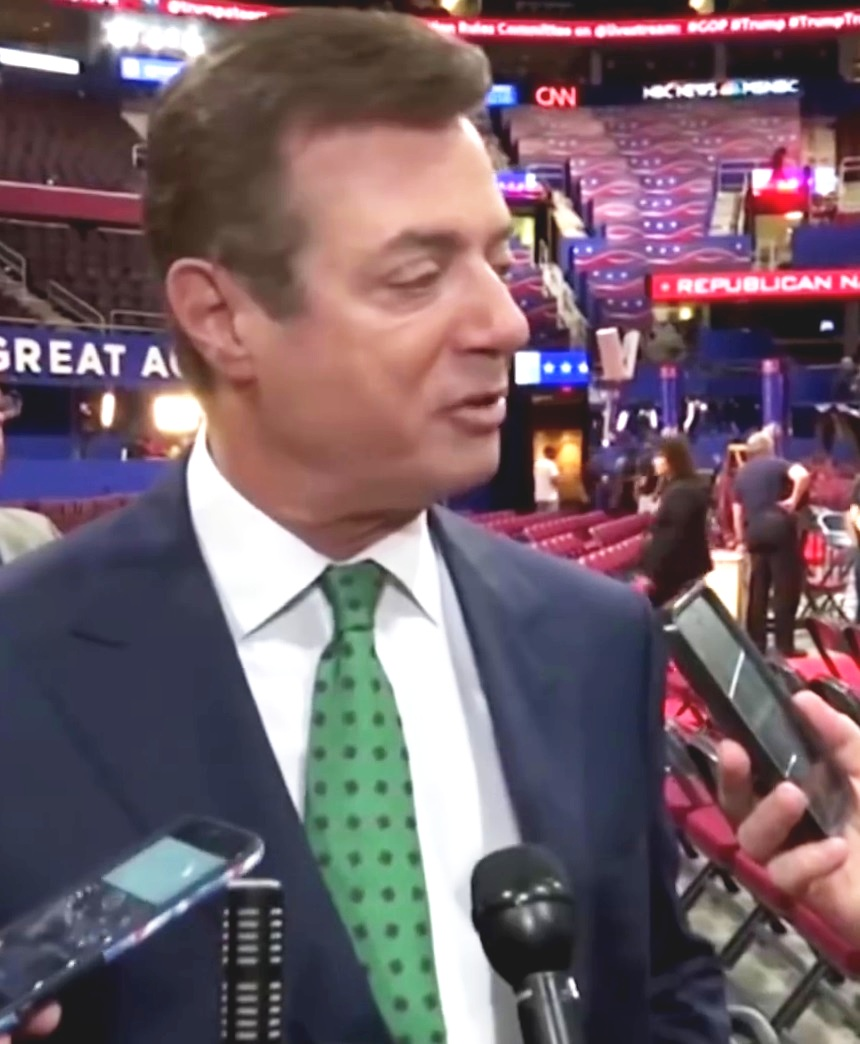
Paul Manafort (* 1949)

- Manafow, Wladyslaw (* 1993), ukrainischer Tennisspieler

### Manag
- Managadse, Aluda (* 1986), georgischer Gewichtheber
- Managai, numidischer Steinmetz
- Managarow, Iwan Mefodjewitsch (1898–1981), sowjetischer Generaloberst
- Manager, Richetta (1953–2024), US-amerikanische Opern- und Jazz-Sängerin

### Manah
- Manahan, James (1866–1932), US-amerikanischer Politiker
- Manahan, Manuel (1916–1994), philippinischer Journalist und Politiker
- Manahan, Sheila (1924–1988), irische Schauspielerin
- Manahan-Vaughan, Denise (* 1965), irische Neurophysiologin und Hochschullehrerin
- Manaharowa, Julija (* 1988), ukrainische und russische Handballspielerin

### Manai
- Manaichmos, antiker griechischer Philosoph

### Manaj
- Manaj, Ali (* 1937), albanischer kommunistischer Politiker
- Manaj, Arb (* 1998), kosovarischer Fußballspieler
- Manaj, Rey (* 1997), albanischer FußballspielerRey Manaj (* 1997)

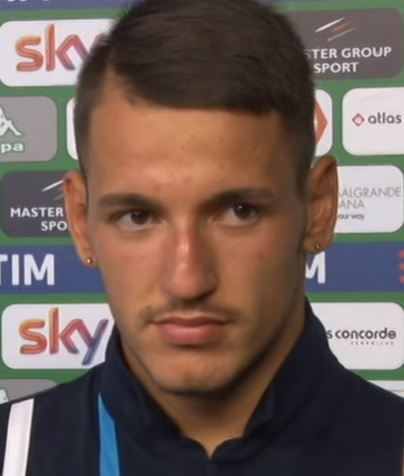
Rey Manaj (* 1997)

- Manajenkowa, Jelena Borissowna (* 1964), russische Geografin und Meteorologin

### Manak
- Manaka, Matsemela (1956–1998), südafrikanischer Theaterschriftsteller und Theatermacher
- Manaka, Mikio (* 1969), japanischer Fußballspieler
- Manaka, Yasuo (* 1971), japanischer Fußballspieler
- Manaki, Milton (1882–1964), makedonischer Foto- und Filmpionier
- Manaki, Yanaki (1878–1954), makedonischer Foto- und Filmpionier
- Manakkarakavil, Mathew (* 1955), indischer Geistlicher, syro-malankarischer Weihbischof im Großerzbistum Trivandrum
- Manakov, Marina (* 1969), deutsche Schachspielerin russischer Herkunft
- Manakova, Marija (* 1974), russisch-serbische Schachspielerin
- Manakow, Gennadi Michailowitsch (1950–2019), sowjetischer Kosmonaut
- Manakow, Wiktor Wiktorowitsch (1960–2019), sowjetischer Radrennfahrer und Radsporttrainer
- Manakow, Wiktor Wiktorowitsch (* 1992), russischer Radrennfahrer
- Manaku, Gonxhe (1921–2012), albanische Volkssängerin

### Manal
- Manalo, Marlon (* 1975), philippinischer Poolbillard- und Snookerspieler
- Manalt i Domènech, Gabriel (1657–1687), katalanischer Organist, Komponist und Priester der Katholischen Kirche
- Manalt, Francesc i Calafell (1720–1759), katalanisch-spanischer Violinist und Komponist

### Manan
- Manan, Anuar (* 1986), malaysischer Radrennfahrer
- Mananchaya Sawangkaew (* 2002), thailändische Tennisspielerin
- Manangoi, Elijah (* 1993), kenianischer Mittelstreckenläufer
- Manangoi, George (* 2000), kenianischer Mittelstreckenläufer

### Manao
- Manaʻo, Alma (* 1994), amerikanisch-samoanische Fußballspielerin
- Manaʻo, Justin (* 1993), amerikanisch-samoanischer Fußballspieler

### Manap
- Manapa-Tarḫunta, König des Šeḫa-Flusslandes

### Manar
- Manara, Achille (1827–1906), italienischer Geistlicher, Erzbischof von Ancona
- Manara, Luciano (1825–1849), italienischer Freiheitskämpfer und Soldat
- Manara, Milo (* 1945), italienischer ComiczeichnerMilo Manara (* 1945)

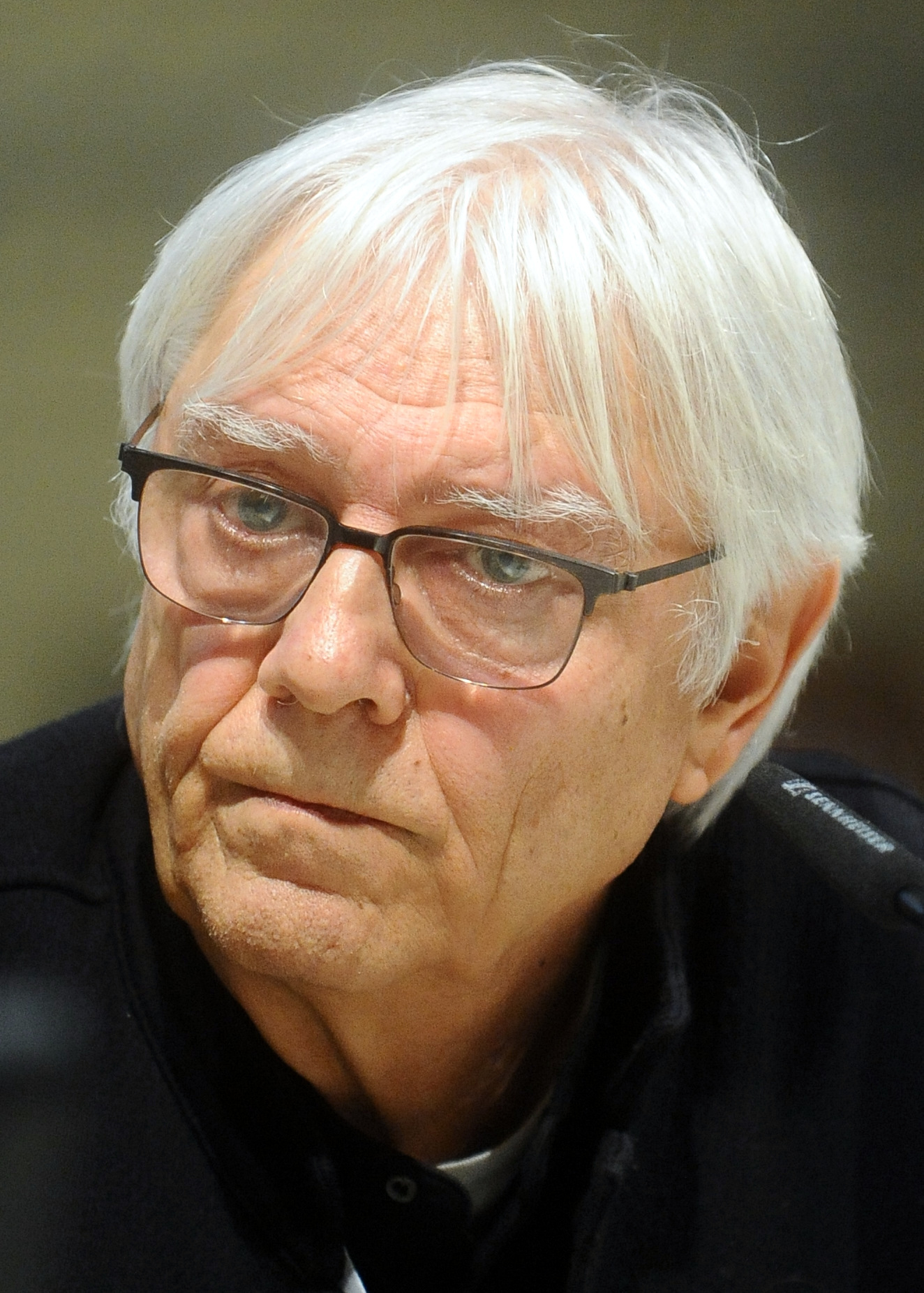
Milo Manara (* 1945)

- Manaranche, André (1927–2020), französischer Jesuit, Theologe, Autor
- Manardus, Johannes (1462–1536), italienischer Arzt
- Manarelli, Carlos (* 1989), brasilianischer Radrennfahrer
- Manarow, Mussa Chiramanowitsch (* 1951), sowjetischer Kosmonaut

### Manas
- Mañas Brugat, Pilar (* 1975), spanische Offizierin
- Manas, Edgar (1875–1964), Komponist der türkischen Nationalhymne
- Mañas, José Ángel (* 1971), spanischer Schriftsteller
- Manas, Sırapyon (* 1837), armenischer Theaterregisseur, Übersetzer, Autor und Schauspieler
- Manas, Sylvia (1948–1977), österreichische Schauspielerin und Hörspielsprecherin
- Manasak Jaithon (* 1989), thailändischer Fußballspieler
- Manasco, Carter (1902–1992), US-amerikanischer Rechtsanwalt und Politiker
- Manase, Dōsan (1507–1594), japanischer Mediziner der im Umbruch zur Frühmoderne eine die Loslösung von der chinesischen Medizin einleitete
- Manasi, Matthias (* 1969), deutscher Dirigent und Pianist
- Manasia, Jeremy (* 1971), US-amerikanischer Jazzpianist und Musikpädagoge
- Manaskov, Dejan (* 1992), mazedonischer Handballspieler
- Manaskov, Martin (* 1994), mazedonischer Handballspieler
- Manaskov, Pepi (* 1964), nordmazedonischer Handballspieler und -trainer
- Maňasová, Karolína (* 2003), tschechische Sprinterin
- Manasse, biblische Person, Sohn Josefs
- Manasse, judäischer KönigManasse

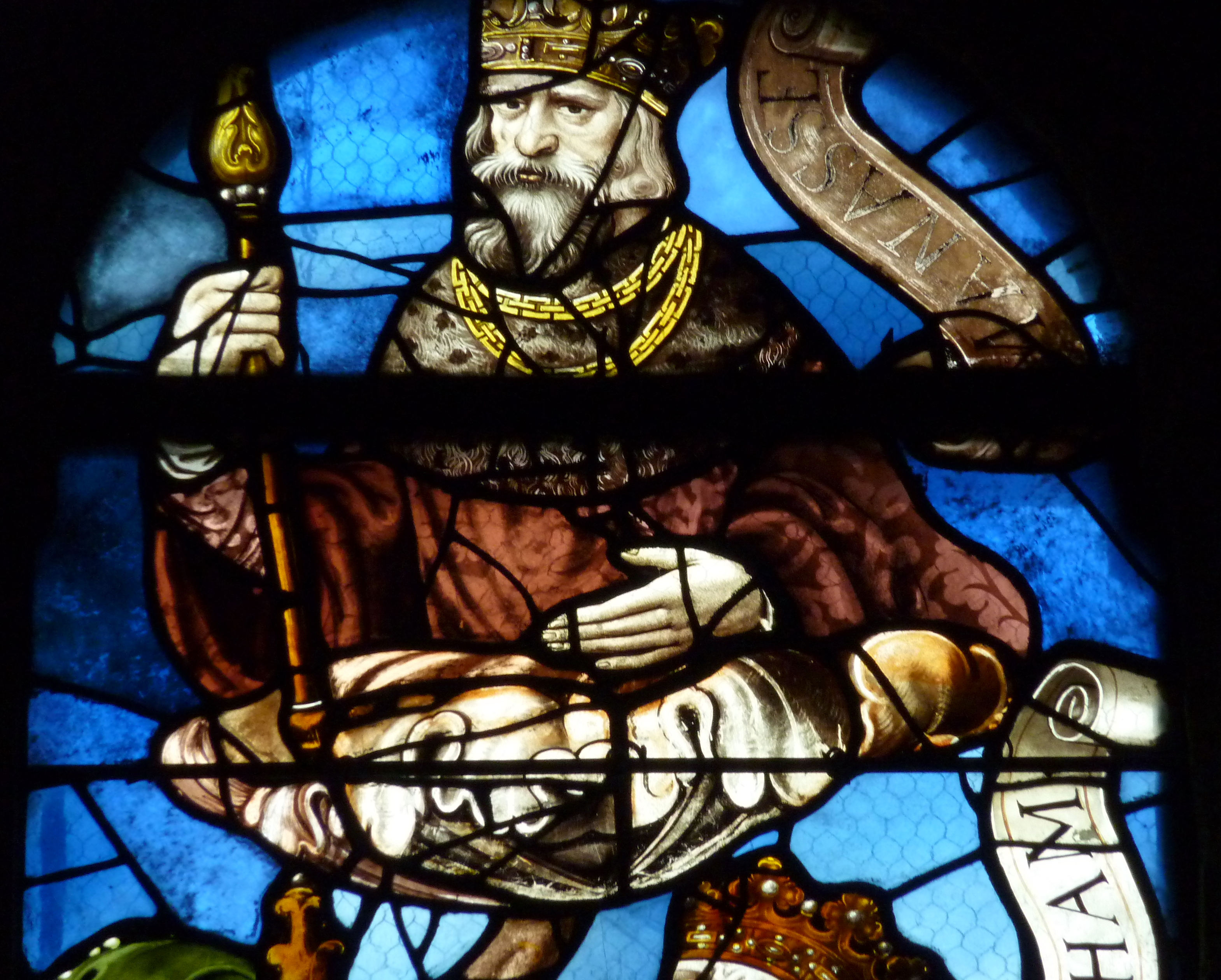
Manasse

- Manasse, Ernst Moritz (1908–1997), deutschamerikanischer Philosoph und Klassischer Philologe
- Manasse, Fritz (1904–2006), deutscher Jurist
- Manasse, Georg (1893–1980), deutscher Kaufmann, Unternehmer, Sozialdemokrat und Pazifist
- Manasse, Käthe (1905–1994), deutsche Richterin
- Manasse, Maegan (* 1995), US-amerikanische Tennisspielerin
- Manasse, Marianne (1911–1984), deutsch-US-amerikanische Kunsthistorikerin und Malerin
- Manasse, Mark S., amerikanischer Mathematiker und Informatiker
- Manasse, Paul (1866–1927), deutscher Mediziner (Laryngologe)
- Manasse, Waldeck (1864–1923), deutscher Schriftsteller und sozialdemokratischer Politiker
- Manassei, Giuseppe Maria (1685–1762), 40. Generalminister des Kapuzinerordens
- Manasseina, Marija Michailowna (1841–1903), russische Medizinerin
- Manassero, Matteo (* 1993), italienischer Berufsgolfer
- Manasses von Hierges († 1176), Konstabler von Jerusalem
- Manastirliu, Ogerta (* 1978), albanische Politikerin (PS)

### Manat
- Manat Chuabsamai, John Bosco (1935–2011), thailändischer Geistlicher, Theologe und Bischof von Ratchaburi
- Manatawai, Jean-Marie (1932–2014), vanuatuischer Politiker
- Manathodath, Jacob (* 1947), indischer Geistlicher und emeritierter syro-malabarischer Bischof von Palghat
- Manatoa, Temalini (* 2004), tuvaluische Leichtathletin
- Manaton, Ambrose († 1651), englischer Politiker, Abgeordneter des House of Commons
- Manaton, Ambrose († 1696), englischer Politiker, Abgeordneter des House of Commons
- Manaton, Henry, britischer Politiker, Abgeordneter des House of Commons

### Manau
- Manaudou, Florent (* 1990), französischer Schwimmer
- Manaudou, Laure (* 1986), französische Schwimmerin

### Manav
- Manavian, Antonin (* 1987), französischer Eishockeyspieler

### Manaw
- Manawi, Fazel Ahmad, afghanischer Politiker

### Manaz
- Manazidis, Chris (* 1986), deutscher Comedian und WebvideoproduzentChris Manazidis (* 1986)

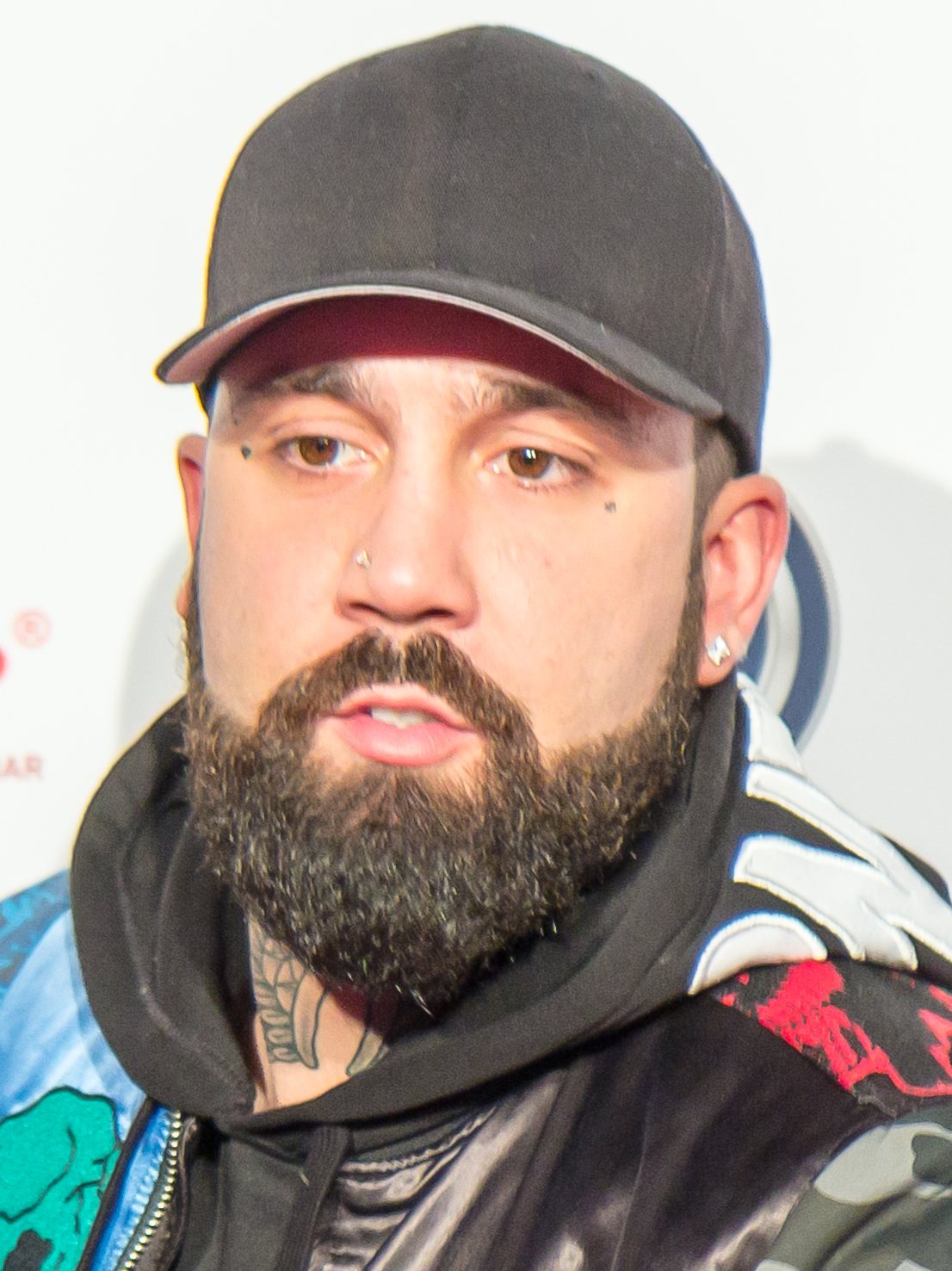
Chris Manazidis (* 1986)